# Akademie der Pädagogischen Wissenschaften der DDR
Die Akademie der Pädagogischen Wissenschaften der DDR (APW) in Ost-Berlin bestand vom 15. September 1970 bis zum 31. Dezember 1990 als außeruniversitäre Forschungseinrichtung für erziehungswissenschaftliche Fragen. Sie sollte auf der Grundlage des Marxismus-Leninismus die Entwicklung des „einheitlichen sozialistischen Bildungssystems“ in der DDR wissenschaftlich begleiten und vorantreiben. Der Sitz war das Gebäude Unter den Linden / Wilhelmstraße des ehemaligen Preußischen Kultusministeriums, unmittelbar neben und verbunden mit dem Neubau von 1964 für das Ministerium für Volksbildung.

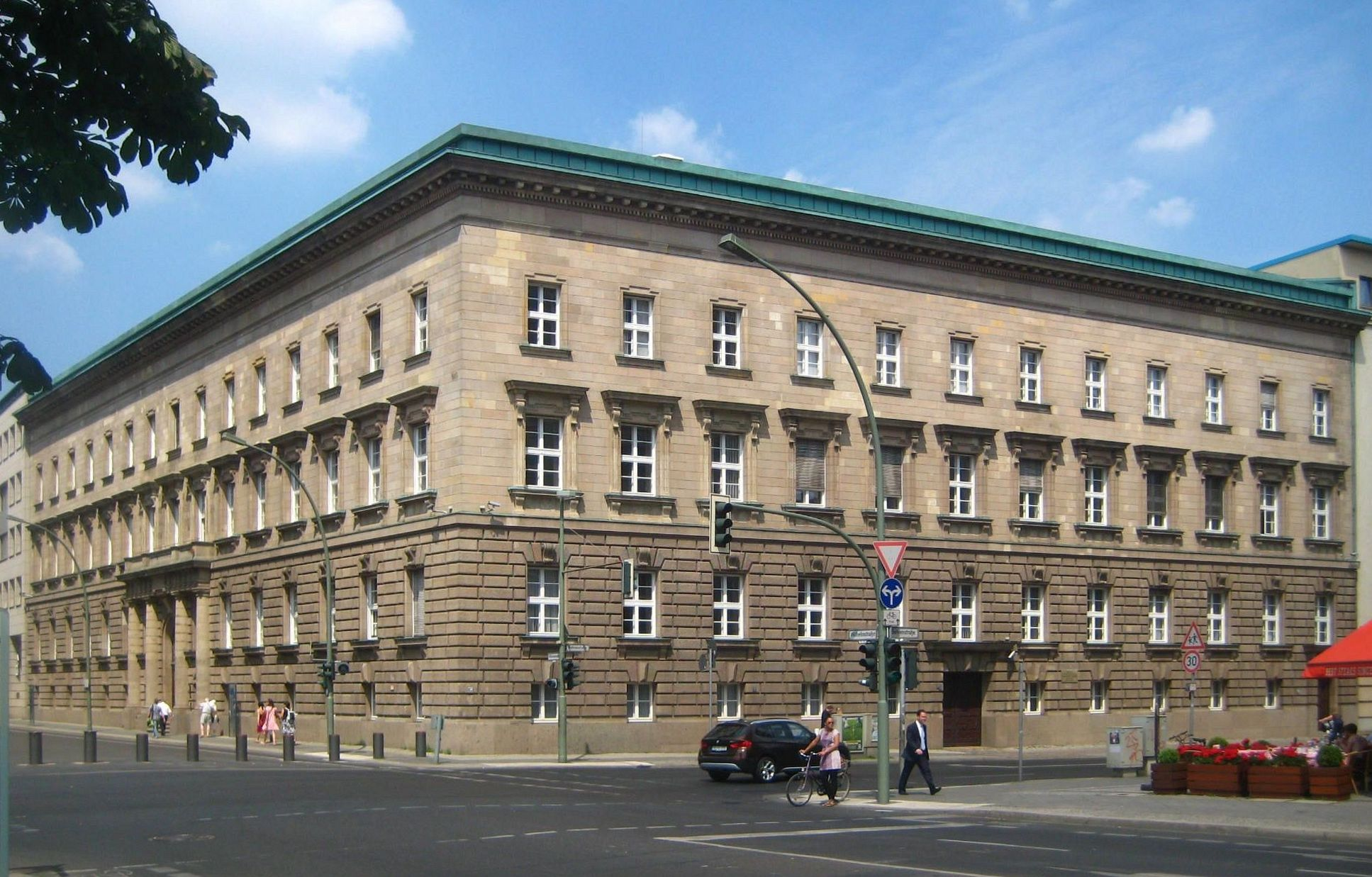
Erweiterungsbau des ehemaligen Preußischen Kultusministeriums in der Berliner Wilhelmstraße, ab 1934 Sitz des Reichserziehungsministeriums, ab 1949 des Ministeriums für Volksbildung der DDR

## Geschichte
Die APW ging 1970 aus dem Deutschen Pädagogischen Zentralinstitut (DPZI) hervor, war jedoch zugleich eine mit „dezidiert politischer Absicht erfolgte Neugründung (…), die als so genannte Leitinstitution pädagogischer Wissenschaften mit generalisierendem und richtungsweisendem Anspruch fungieren sollte“.
Die Akademie war unmittelbar dem Ministerium für Volksbildung unter Margot Honecker unterstellt. Präsident der APW war von 1970 bis Dezember 1989 Gerhart Neuner, Mitglied im Zentralkomitee der SED und zugleich ordentliches Mitglied der Akademie der Wissenschaften der DDR. Ende 1989 wurde er von Institutsmitarbeitern zum Rücktritt gezwungen, sein Nachfolger wurde Hans-Jörg König bis zur Auflösung. Erster Vizepräsident war Hans Kaiser von 1970 bis 1985, daneben in gleicher Funktion Karl-Heinz Günther (bis 1989) und Günter Wilms, ab 1985 folgte Dieter Kirchhöfer.
Die Akademie hatte 40 ordentliche und 30 korrespondierende Mitglieder (Plenum) sowie das Promotions- und Habilitationsrecht. Den Präsidenten bestimmte der Ministerrat der DDR. Das formal oberste Gremium war das Präsidium, dem die Ministerin, der Präsident, die drei Vizepräsidenten, der Generalsekretär und einige Vertreter der Hochschulen durch Ernennung angehörten, so der Berliner Pädagoge Helmut Klein. Weitere Wissenschaftler und Praktiker wurde über Arbeitsgemeinschaften und die Wissenschaftlichen Räte der Institute einbezogen. Die Ministerin für Volksbildung engte durch ihr Weisungsrecht die Arbeit durch Vorgaben stark ein. Für die Planung, Koordinierung und Kontrolle der wissenschaftlichen Arbeit war der Generalsekretär zuständig: Hans Georg Hofmann am Beginn, von 1980 bis zum Tod 1986 Gerhard Dietrich, ab 1988 Bodo Rönsch. Seine Tätigkeit konzentrierte sich vor allem auf die Ausarbeitung, Bilanzierung und Durchsetzung der Forschungspläne der Akademie, des Perspektivplanes der Pädagogischen Forschung sowie der Jahresarbeitspläne. Ein Direktorat Forschung sollte die Forschungsprojekte zentral steuern, geleitet vom Generalsekretär bzw. seit 1985 vom Präsidenten selbst. Die Institute und Arbeitsstellen unterlagen vielen Umstrukturierungen und Namensänderungen, bezogen sich aber durchgehend fast ausschließlich auf die Schulbildung, nicht das ganze Spektrum der Pädagogik. Die Bearbeitung der Lehrpläne und darauf abgestimmter Lehrbücher war eine zentrale Aufgabe der APW.

### Forschungseinrichtungen
Es gab u. a. folgende Forschungseinrichtungen mit je einem Direktor und insgesamt bis zu 900 wissenschaftlichen und wissenschaftlich-technischen Mitarbeitern (1970 etwa 500 Mitarbeiter):
- Institut für Ökonomie und Planung bzw. (seit 1980) Leitung und Organisation des Volksbildungswesens (dem MfV direkt unterstellt, Aufgabe der Weiterbildung von Schulfunktionären und -leitern; Leiter: Günter Wilms)
- Institut für pädagogische Theorie bzw. (seit 1981) Theorie und Geschichte der Pädagogik (Eberhard Meumann, Christine Lost)
- Institut für [Theorie und Methodik der (sozialistischen)] Erziehung
- Institut für Pädagogische Psychologie (Leiter: Adolf Kossakowski)
- Institut für Didaktik (Leiter: Edgar Drefenstedt, Hans-Jörg König)
- Institut für gesellschaftswissenschaftlichen Unterricht (Leiter: Horst Riechert)
  - Abteilung gesellschaftswissenschaftliche Unterrichtsfächer (3 Forschungsgruppen: Geographie, Geschichte, Staatsbürgerkunde)
  - Abteilung Kunst und Ästhetik (3 Forschungsgruppen: Theorie, Kunsterziehung, Musik)
  - Abteilung Deutsche Sprache und Literatur (Hartmut Herrmann) (2 Forschungsgruppen: Linguistik, Literatur)
- Institut für mathematischen und naturwissenschaftlichen Unterricht (Leiter: Karlheinz Weber, Peter Birnbaum)
- Institut für Polytechnischen Unterricht (Leiter: Heinz Frankiewicz) mit Werkunterricht, Schulgartenunterricht, Einführung in die sozialistische Produktion, Technisches Zeichen, Produktive Arbeit
- Institut für Fremdsprachenunterricht (Leiter: Klaus Günther, Herbert Utheß, Sabine Utheß)
- Institut für Unterrichtsmittel
- Arbeitsstelle für Unterstufen- und für Vorschulerziehung (seit 1976) (Ursula Drews)
- Arbeitsstelle für Sonderpädagogik (Leiter bis 1985: Lothar Hammer)
- Arbeitsstelle für Körpererziehung
- Arbeitsstelle für Schulen im zweisprachigen Gebiet (Sorbisch)[7]
- Arbeitsstelle für Westdeutsche Pädagogik bzw. (ab 1974) Auslandspädagogik (Hans Georg Hofmann)
- Arbeitsstelle für deutsche Erziehungs- und Schulgeschichte (bis 1981, Leiter: Helmut König (1920–2005))
- Zentralstelle für pädagogische Information und Dokumentation
- Pädagogische Zentralbibliothek im Berliner Haus des Lehrers
- Abteilung Aus- und Weiterbildung (Leiter: Hans Hermann Wallbaum)

Als Zeitschriften gab die APW die „Pädagogik“ (1950–1990) heraus sowie „Pädagogische Forschung“, „Jahrbuch der APW“, „Ratschläge für Lehrer“ u. a. m.

### Auflösung und Unterlagen
Im Zuge der deutschen Einigung wurde die APW Ende 1990 ohne Evaluation wegen ihrer stark ideologischen Ausrichtung und Bindung an das MfV aufgelöst. Ca. 15 Prozent der Mitarbeiter arbeiteten für die Staatssicherheit. Einzelne Teilbereiche und Sammlungen, darunter die historisch bedeutsame Bibliothek des früheren Deutschen Lehrervereins, wurden jedoch anschließend ins Deutsche Institut für Internationale Pädagogische Forschung (DIPF) integriert.

## Leistungen und Konflikte
Die APW konnte Lücken in der Pädagogikgeschichte schließen auf den Gebieten der Nationalerziehungspläne während der Revolution 1848/49, der demokratischen Tradition der Lehrerbewegung, die utopischen Traditionen u. a. m. Seit 1966 existierte außerhalb der APW das Zentralinstitut für Jugendforschung (ZIJ) in Leipzig unter Walter Friedrich mit einem empirischen Forschungsansatz. Die Berichte wurden als Geheimdokumente behandelt, weil sie oft dem geschönten Bild der APW widersprachen. Dazu gehörten der jugendliche Rechtsradikalismus in der DDR oder die Alkoholgefährdung. Auch die Abteilung Soziologie des Bildungswesens im Institut für Pädagogische Theorie der APW beschrieb bereits 1978, dass die Schule als ungerecht erlebt wurde, dass die politischen Ziele kaum umgesetzt wurden, die Pionierleiter keine Vertrauenspersonen waren. Bis zum Ende der DDR wurde dies nur vertraulich behandelt.
Die Akademie fungierte außerdem als Herausgeber von Unterrichtsfilmen für allgemeinbildende Schulen in der DDR und nahm in diesem Zusammenhang Aufgaben war, die mit denen des Instituts für Film und Bild in Wissenschaft und Unterricht (FWU) in der Bundesrepublik vergleichbar sind.
Neben der Schulpädagogik hatte die allgemeine Pädagogik kaum eine Bedeutung. Die Grundlage der Erziehung sollte das marxistisch-leninistische Menschen- und Gesellschaftsbild sein und entzog sich pädagogischer Selbstbestimmung. Insbesondere wurde kaum gefragt, welche Wirkung die Schule langfristig auf die durchlaufenden Heranwachsenden hatte und ob das festgelegte Bildungsprogramm (Lehrplan) für die subjektiven Bedürfnisse der Heranwachsenden stimmig war. Eine Selbstreflexion war nicht erwünscht, worüber Präsident Neuner wachte.

## Auszeichnungen
- 1989 Karl-Marx-Orden[10]